# Bataille de Dahaneh
Guerre d'Afghanistan
Pour un article plus général, voir Guerre d'Afghanistan (2001).
La bataille de Dahaneh eut lieu entre le 12 et le 15 août 2009 dans le sud de l'Afghanistan lorsque l'ISAF chercha à s'emparer de ce village. Elle y parvint après quatre jours de bataille.

## Contexte
Alors que l'élection présidentielle du 20 août 2009, menacées par les Talibans approchent, la Coalition chercha à installer un bureau de vote à Dahaneh, ville de 2 000 habitants, située sur la route de l'opium. Dahaneh, sous secteur britannique, n'avait pas été occupé depuis 4 ans par manque d'effectifs. En s'y attaquant, la Coalition chercha à sécuriser la vallée de Now Zad.

## La bataille
Le mercredi 12 août, lors de l'Eastern Resolve 2, 400 US Marines du 3e régiment et 100 Afghans attaquent les environs de Dahaneh appuyés par des hélicoptères. Ils se heurtent à une solide résistance talibane (mortiers, mitrailleuse, RPG...) qui perdure toute la journée. Les Talibans cherchèrent à encercler les assaillants mais ils furent repoussés. Pendant ce temps, les forces de la Coalition essayaient d'envoyer plusieurs patrouilles dans la ville. La forte chaleur de l'après-midi n'arrête pas les combats. Entre 7  et   10 militants sont tués dans les premières heures de l'assaut et environ 30 kg d'opium ont été saisis
Le lendemain, les Coalisés pénètrent dans la ville où la résistance talibane perdure même si les insurgés perdent la moitié de la ville au cours de la journée. Des avions A-10 sont utilisés en soutien par les Américains. Le 14, les Américains prennent une importante position talibane dans le sud de la ville. La bataille cesse le lendemain quand les Talibans se replient.